# 조통 (촉한)
조통(趙統, ? ~ ?)은 중국 삼국시대 촉한의 장수로, 조운(趙雲)의 장남이자, 조광(趙廣)의 형이다.

## 사적
229년, 조운이 세상을 떠나자 그의 후사를 이었다. 관직은 호분중랑장·독행영군(督行領軍)에 이르렀다.